# Championnat de Suisse de hockey sur glace 1910-1911
Saison précédente Saison suivante
La saison 1910-1911 est la 3e saison du championnat de Suisse de hockey sur glace.

## Championnat national
Le championnat se dispute les 21 et 22 janvier 1911 à Leysin, dans le canton de Vaud. Faute de joueurs, le HC Les Avants, le Genève HC et le Leysin SC doivent déclarer forfait.
- HC La Villa Lausanne (T) - Akademischer EHC Zürich 9-1
- HC Bellerive Vevey - CP Lausanne 8-4
- Demi-finale : HC La Villa Lausanne (T) - CP Lausanne 2-3
- Finale: HC Bellerive Vevey - CP Lausanne 4-6

Le CP Lausanne remporte son seul et unique titre de champion de Suisse.

## Série B
Pour cette première saison d'une deuxième division suisse, l'Institut Carnal du Château de Rosey l'emporte.